# Carmelo Scicluna
Carmelo Scicluna (ur. 1800, zm. 1888) – maltański prałat i hrabia, służący jako biskup Malty od 1875 do 1888.
Carmelo Scicluna urodził się 3 sierpnia 1800 w Qormi na Malcie. Święcenia kapłańskie otrzymał 18 grudnia 1824, zaś 51 lat później został konsekrowany na biskupa Malty i tytularnego arcybiskupa Rodos. Sakry udzielił mu Francesco Converti, arcybiskup Reggio Calabria.
Arcybiskup Scicluna zmarł 12 lipca 1888, w wieku lat 87. Ceremonia pogrzebowa miała miejsce w katedrze św. Jana w Valletcie, ciało biskupa spoczęło w katedrze św. Pawła w Mdinie.